# Kick Out the Jams
Kick Out the Jams är rockbandet MC5:s debutalbum. Albumet släpptes 1969 i Detroit och är en liveskiva producerad av Jac Holzman och Bruce Hotnick. Det spelades in i konsertlokalen "Grande Ballroom" under två tillfällen 1968. Albumet blev en kommersiell framgång i USA, och titelspåret nådde som singel #82 på Billboard Hot 100-listan. Även om albumet blev framgångsrikt ogillade skivbolaget Elektra användandet av obscent språk på skivans titelspår och albumfodral, och butikskedjan Hudson's vägrade sälja albumet i Detroit. Detta mynnade ut i ett bråk som först ledde till att en censurerad version av skivan började tryckas, och senare att MC5 blev av med sitt skivkontrakt.
Albumet listades av magasinet Rolling Stone som #294 på listan The 500 Greatest Albums of All Time.

## Låtlista
1. "Ramblin' Rose" - 2:39
2. "Kick Out the Jams" - 2:37
3. "Come Together" - 4:17
4. "Talk / Rocket Reducer No. 62" - 5:01
5. "Borderline" - 2:45
6. "Motor City Is Burning" - 4:30
7. "I Want You Right Now" - 6:02
8. "Starship" - 8:26

## Listplaceringar
- Billboard 200, USA: #30[1]